# Pelophylax saharicus
Pelophylax saharicus är en groddjursart som först beskrevs av Boulenger in Hartert 1913.  Pelophylax saharicus ingår i släktet Pelophylax och familjen egentliga grodor. IUCN kategoriserar arten globalt som livskraftig. Inga underarter finns listade i Catalogue of Life.